# Tibère (fils de Constant II)
Tibère (en grec byzantin : Τιβέριος, Tibérios) est un coempereur byzantin de 659 à 681. Il est associé au pouvoir par son frère aîné Constantin IV, avec son autre frère, Héraclius. Tous les trois sont les enfants de Constant II et de Fausta. Constant II, en tant qu'empereur principal, tente de réduire l'influence de ses deux frères mais une brève guerre civile éclate en 681. Constantin IV obtient une trêve en promettant de répondre favorablement aux demandes des rebelles mais en invitant leurs leaders, dont Héraclius et Tibère, à Constantinople. Là, Constantin fait exécuter les leaders et emprisonne ses deux frères, qu'il mutile. Tous deux disparaissent ensuite des sources.

## Biographie
Tibère est le plus jeune fils de Constant II et de Fausta, elle-même fille du patrice Valentin. Si son frère aîné, Constantin IV, est le premier à être élevé au rang de coempereur en 654, Tibère est lui-même élevé à cette dignité en 659 avec son frère Héraclius, juste avant le départ de Constant pour l'Italie. La cérémonie de couronnement intervient entre le 27 avril et le 9 août, probablement à la Pentecôte (le 2 juin). En 663, Constant, qui essaie de repositionner la capitale en Sicile, tente d'y faire venir ses fils mais cela provoque un soulèvement à Constantinople, mené par Théodore de Colonée et André, qui oblige les trois frères à rester dans la cité impériale.
A la mort de Constant en 668, Constantin IV devient l'empereur principal mais doit composer avec ses frères pendant treize ans. Il finit par essayer de les démettre, ce qui provoque une rébellion dans les Anatoliques, soutenue par une partie de l'armée. Celle-ci marche vers Chrysopolis et envoie une délégation à Constantinople, demandant le maintien des deux frères comme coempereurs. L'argument utilisé joue sur la comparaison avec la Sainte Trinité, estimant que l'empire terrestre doit lui aussi être gouverné par trois empereurs distincts. Méfiant, Constantin IV envoie l'un de ses officiers les plus loyaux, Théodore de Colonée. Il doit saluer l'engagement des soldats et se montrer conciliant, pour les inciter à baisser les armes. Il invite également les principaux officiers pour échanger avec le Sénat byzantin. Les rebelles, apparemment satisfaits, acceptent de se retirer alors que leurs représentants vont à Constantinople. Mais une fois dans la cité, Constantin IV les fait arrêter et les pend à Sykai.
Rapidement, les deux jeunes frères de Constantin IV font l'objet de sa défiance. Il craint la menace qu'ils peuvent faire peser sur son pouvoir mais également sur la succession de son fils, Justinien, qu'il souhaite promouvoir. Pour rendre Héraclius et Tibère inaptes à la fonction impériale, il les fait mutiler en leur tranchant le nez, à la fin de l'année 681. De même, il ne fait plus figurer leurs portraits sur les pièces de monnaie. Il y est désormais le seul à être représenté. Le destin ultérieur de Tibère et d'Héraclius est inconnu.

## Sources
- (en) John Haldon, The Empire That Would Not Die, Harvard University Press, 2016 (ISBN 9780674088771)
- (en) Robert Hoyland, Theophilus of Edessa's Chronicle and the circulation of historical knowledge in late antiquity and early Islam, Liverpool University Press, 2012 (ISBN 978-1846316975)
- (en) Alexander Kazhdan (dir.), Oxford Dictionary of Byzantium, New York et Oxford, Oxford University Press, 1991, 1re éd., 3 tom. (ISBN 978-0-19-504652-6 et 0-19-504652-8, LCCN 90023208)
- (de) Friedhelm Winkelmann et Ralph-Johannes Lilie, Prosopographie der mittelbyzantinischen Zeit: I. Abteilung (641–867) – 5. Band: Theophylaktos (#8346) – az-Zubair (#8675), Anonymi (#10001–12149), Walter de Gruyter, 2001 (ISBN 978-3-11-016675-0)